# 藤波 (駆逐艦)
藤波（ふじなみ）は、日本海軍の駆逐艦。夕雲型駆逐艦（一等駆逐艦）の11番艦である。

## 概要
日本海軍が藤永田造船所で建造した駆逐艦。太平洋戦争中の1943年（昭和18年）7月末に竣工し、訓練部隊の第十一水雷戦隊に所属する。8月20日より夕雲型駆逐艦で編制された第32駆逐隊に所属。
第32駆逐隊は第二水雷戦隊に編入後、丁三号輸送部隊として前線へ進出、以後は各方面の輸送作戦や船団護衛に従事した。11月上旬のラバウル空襲では魚雷1本が命中するが不発だった。引き続き輸送作戦や護衛任務に従事する。
1944年（昭和19年）2月中旬、船団護衛中にトラック島空襲に遭遇した。4月下旬から5月上旬にかけて、竹輸送に参加。続いてタウイタウイ泊地で訓練に従事する。第32駆逐隊は6月下旬のマリアナ沖海戦に前衛部隊（第三航空戦隊、第二艦隊）に所属して参加。同海戦敗北後はタンカー「旭東丸」を護衛して内地に向かい、マニラ沖で撃沈された「玉波」を除く駆逐艦3隻（藤波、響、夕凪）は「旭東丸」、給油艦「速吸」他を護衛して内地に帰投した。
8月中旬、「藤波」はヒ71船団を護衛して南方に向かうが、同船団は空母「大鷹」、給油艦「速吸」沈没等の大損害を出した。
リンガ泊地に集結した第32駆逐隊（藤波、浜波）は訓練後、第二水雷戦隊僚艦と共に10月中旬以降の捷号作戦（レイテ沖海戦）に参加する。10月25日、サマール島沖海戦で「藤波」は航行不能となった重巡洋艦「鳥海」を雷撃処分したのち、乗組員を救助して退避した。だが、単艦航行中にアメリカ軍機動部隊艦載機の攻撃を受け沈没し、藤波・鳥海乗組員総員が戦死した。

## 艦歴

### 建造経緯
1939年度（④計画）仮称第127号艦として藤永田造船所で建造された。1943年（昭和18年）3月5日、「藤波」と命名され、艦艇類別等級表に登録された。
7月1日、松崎辰治中佐が艤装員長に任命される。
7月3日、艤装員事務所が事務を開始。
7月31日、竣工。松崎艤装員長は制式に藤波駆逐艦長（初代）となる。初代主要幹部は、玉井幸男大尉（機関長）、前田圭造中尉（砲術長）、栗田義文中尉（水雷長）、橋本正熙中尉（航海長）。同日、艤装員事務所を撤去。舞鶴鎮守府籍となる。

### 第十一水雷戦隊
1943年（昭和18年）7月31日、竣工した「藤波」は姉妹艦「早波」とともに第十一水雷戦隊に編入される。第十一水雷戦隊（司令官木村進少将）は駆逐艦の訓練を主任務とする水雷戦隊で、「藤波」は僚艦
とともに日本本土での訓練に従事した。
8月17日、戦艦「大和」を含む主力部隊は呉を出撃、トラックに向かった。
第十一水雷戦隊（早波、涼波、藤波、霞）は主力部隊航路前方の哨戒に従事した。
8月18日、第十一水雷戦隊旗艦は軽巡洋艦「龍田」から駆逐艦「響」に変更。
8月20日、日本海軍は夕雲型駆逐艦3隻（涼波、早波、藤波）により第32駆逐隊を編成する。
駆逐艦「夕立」「時津風」の初代艦長等を歴任した中原義一郎大佐が初代司令に着任した。
翌8月21日、駆逐艦4隻（響〔旗艦〕、涼波、藤波、早波）は戦艦「山城」（横須賀在泊）の内海西部回航を護衛するため、駆逐艦「島風」の訓練に協力しつつ、横須賀に回航され、8月22日に到着した。
8月26日、5隻（山城〔第11水雷戦隊旗艦〕、響、涼波、藤波、早波）は横須賀を出発。
8月27日、瀬戸内海に到着した。その後も、第十一水雷戦隊各艦は訓練を実施。
9月30日付で、第32駆逐隊は第二水雷戦隊（司令官高間完少将）に編入され、引き続き第十一水雷戦隊の指揮を受けた。
10月1日、第32駆逐隊に駆逐艦「玉波」が編入され、32駆は夕雲型駆逐艦4隻（涼波、藤波、早波、玉波）を揃えた。

### 昭和18年下旬の行動
9月上旬、大本営は中部太平洋方面の防備を増強すべく、日本陸軍第52師団の派遣を決定する。この中から一部兵力（甲支隊）を海上機動兵団としてトラック泊地方面に配置し、連合艦隊との協同訓練に任ずる事とした。甲支隊（歩兵第107連隊、支隊長は山中萬次郎陸軍大佐）の第一次輸送部隊は、空母「隼鷹」や軽巡洋艦「木曾」「多摩」等により、トラック泊地およびポナペ島へ進出した。
9月下旬、連合艦隊は戦艦「山城」と「伊勢」および第十一水雷戦隊により丁三号輸送部隊を編成し、甲支隊の第二次輸送部隊（歩兵第107連隊第3大隊や機関銃・野砲中隊など、合計2000名）を輸送することになった。
10月13日から14日にかけて、甲支隊は宇品（広島県）で各艦に分乗する。
10月15日、丁三号輸送部隊（山城〔第十一水雷戦隊旗艦〕、伊勢、龍田、早波、涼波、藤波）は佐伯および豊後水道を出撃。
10月20日にトラック諸島へ到着し、戦艦搭載の物件を各艦と輸送船4隻に移載した。第十一水雷戦隊（龍田、早波、涼波、藤波）は三回次にわたりポナペ輸送を実施した。
10月28日、丁三号輸送部隊は解散。同日附で第32駆逐隊は第二水雷戦隊に復帰し、遊撃部隊警戒隊所属となる。第十一水雷戦隊（龍田、山城、伊勢）は空母「隼鷹」や「雲鷹」等と共に内地へ戻った。第32駆逐隊（早波、涼波、藤波）は10月29日に高間完少将（第二水雷戦隊司令官）の、10月30日に栗田健男中将（第二艦隊司令長官）の視察を受ける。
10月31日時点の第二水雷戦隊は、軽巡洋艦「能代」（旗艦）と駆逐艦「島風」、第24駆逐隊（海風、涼風、満潮）、第27駆逐隊（時雨、五月雨、白露）、第31駆逐隊（大波、巻波、長波）、第32駆逐隊（早波、涼波、玉波、藤波）で編制され、各地に分散して行動していた。
11月3日、第二水雷戦隊（能代、涼波、藤波、早波、玉波）は、第二艦隊司令長官・栗田健男中将指揮下の重巡洋艦部隊（愛宕〔第二艦隊旗艦〕、高雄、摩耶、鳥海、鈴谷、最上、筑摩）と共にトラック泊地を出撃し、ラバウルへ進出する。途中、「日章丸」（昭和タンカー、10,526トン）がカビエン北方約180浬地点で空襲を受けて損傷し、「鳥海」と「涼波」が遊撃部隊から分離して救援に向かった。
11月5日、第38任務部隊（フレデリック・シャーマン少将）はラバウルに対する空襲を敢行した（ラバウル空襲）。同日朝6時頃にラバウルへ到着したばかりの栗田艦隊は大打撃を受けた。特に「摩耶」は直撃弾により機関部で火災が発生、航行不能となった。「藤波」には魚雷1本が命中したが、不発だった（戦死1名、負傷9名）。南東方面部隊指揮官は、ラバウル移動中の「鳥海」と「涼波」を含めてラバウル所在の重巡洋艦部隊にトラック泊地への撤退を命じた。栗田艦隊はトラック泊地へ帰投し、修理を必要とする「藤波」は「摩耶」等とラバウルに残留した。同時期、ブーゲンビル島タロキナ岬に対する逆上陸作戦が実施されたが、「藤波」は修理のため参加できなかった。
11月11日早朝、第50.3任務群（アルフレッド・E・モントゴメリー少将）の増援を受けたアメリカ軍機動部隊は、第2回目のラバウル空襲を敢行した。第二水雷戦隊（能代、第31駆逐隊〈大波、長波、巻波〉、第32駆逐隊〈早波、涼波、玉波、藤波〉）はろ号作戦協力のため出動準備を整えていたが、アメリカ軍機動部隊の空襲を予期し、空襲警報を受けてスコールにまぎれながらラバウル港外に脱出しつつあった。
南東方面艦隊の下令によりラバウル在泊艦艇（能代、阿賀野、摩耶、長鯨、浦風、若月、風雲、早波、藤波、五月雨）はトラック泊地に撤退する。
退却の途中、アメリカ潜水艦「スキャンプ (USS Scamp, SS-277)」の雷撃で「阿賀野」が航行不能となった。第二水雷戦隊（能代、早波、藤波）は摩耶・長鯨護衛を中断、トラック泊地から来た応援艦（長良、涼月、初月）と共に阿賀野と浦風の救援にあたった。
トラックに帰投後の第二水雷戦隊（能代、早波、藤波）はクェゼリン環礁およびウォッジェ環礁への緊急輸送作戦に参加した。
輸送作戦終了後の12月4日、遊撃部隊と分離してサイパン島への輸送に従事。サイパン島とトラック間での船団護衛を行った。
12月24日、トラック泊地到着。
12月中旬、大本営は独立混成第一連隊（連隊長は坂本康一陸軍大佐、約2900名）を南東方面に派遣し、ニューアイルランド島の防備を固めることにした。この輸送は「戊号輸送」と呼ばれた。
12月23日 - 24日、陸軍部隊を輸送するため、第五戦隊司令官橋本信太郎少将が指揮する戊二号輸送部隊は呉を出撃した。ところが、駆逐艦「時雨」が漁船と衝突し修理のため引き返した。「藤波」は「時雨」の代艦として戊二号輸送部隊に編入され、サイパン方面対潜掃蕩任務を僚艦「島風」（第二水雷戦隊）に引き継ぐ。トラック泊地を出動した「藤波」は、12月28日に戊二号輸送部隊と合流した。
12月29日、「藤波」を加えた戊二号輸送部隊はトラック泊地に到着する。

### 昭和19年初頭の行動
1944年（昭和19年）1月2日、戊号二号輸送部隊はトラック泊地を出撃した。部隊編成は重巡3隻（妙高、羽黒、利根）と駆逐艦2隻（白露、藤波）であった。
1月4日カビエンに到着。部隊は第22駆逐隊（文月、皐月）の支援を受けていた。アメリカ軍機動部隊艦載機約80機は利根以下戊二号輸送部隊を発見できず、第22駆逐隊を襲撃する。両艦とも損傷した。
1月5日、戊二号輸送部隊は被害なくトラック泊地に戻った。
1月10日、藤波と「満潮」（第24駆逐隊）は戦艦「大和」を護衛してトラックを出港した。1月15日、呉に帰投した。「藤波」は呉で整備に従事する。続いて、横須賀行きの第130乙船団を護衛した。
2月4日から、「藤波」は第二海上護衛隊の指揮下に入り、日本陸軍第52師団（通称号「柏」、師団長麦倉俊三郎陸軍中将）の主力第二梯団（歩兵第150連隊〈第3大隊欠〉、歩兵第69連隊〈第2大隊〉、師団直轄部隊の主力、戦車隊など）のトラック泊地進出を護衛することになった。歩兵第150連隊の連隊長林田敬蔵大佐と連隊旗は、「藤波」に乗艦した。
第二梯団は輸送船2隻（暁天丸、辰羽丸）に分乗、さらに輸送船（隆興丸、瑞海丸、新京丸）と船団を組む。護衛部隊は駆逐艦「藤波」と「沢風」、海防艦「天草」、第31号駆潜艇であった。
2月4日、第3206船団として横浜港を出発するが、悪天候のため館山に避泊、あらためて2月6日に館山を出港した。
トラックを目前にした2月16日午前2時30分頃、3206船団はアメリカ潜水艦「タング (USS Tang, SS-306) 」の攻撃を受けて「暁天丸」（拿捕船、6,854トン）が沈没した。「藤波」は人員救助と対潜掃討をおこない、人員1800名を救助した。
船団に合流してトラック西方沖に到達した所で2月17日のトラック島空襲に遭遇する。第58任務部隊（マーク・ミッチャー中将）から飛来してきた艦載機群は、船団を攻撃。「辰羽丸」（辰馬汽船、5,784トン）「瑞海丸」（東亜海運、2,812トン）を失った。第二梯団の戦死者は約700名で、戦車・工作車両など全装備を喪失。人員の一部は「新京丸」に救助されてサイパンへ避退した。
2月18日、「藤波」はトラックに到着した。第二梯団の生存者1800名は丸腰で同地に上陸した。
2月19日から20日、「藤波」は駆逐艦「秋風」と共に、パラオに下がる工作艦「明石」と標的艦「波勝」を護衛してトラックを出港した。途中合流の駆逐艦「春雨」を加え、2月24日パラオに到着した。しばらくパラオで待機する。
しかし、パラオにもアメリカ機動部隊の空襲の危機（パラオ大空襲）が迫ってきた。3月29日、第二艦隊（司令長官・栗田健男中将）麾下の第四戦隊（愛宕、高雄、鳥海）や第二水雷戦隊（春雨、白露、満潮、藤波）、戦艦「武蔵」と第17駆逐隊（浜風、谷風、浦風、磯風）はパラオを出港した。しかし、出港直後に第17駆逐隊が護衛していた「武蔵」が、アメリカ潜水艦「タニー (USS Tunny, SS-282) 」の雷撃で損傷した。駆逐艦3隻（藤波、満潮、白露）は第17駆逐隊と「武蔵」護衛任務を交代する。4隻（武蔵、白露、藤波、満潮）は艦隊から分離して内地へ向かう。
古賀長官が殉職した海軍乙事件後の4月3日、武蔵以下4隻は呉へ帰投した。
4月15日、第32駆逐隊司令は中原義一郎大佐から折田常雄大佐に交代した。
同時期、大本営は日本陸軍（第32師団と第35師団）をフィリピンとニューギニア島西部のマノクワリに輸送し、豪北方面を増強しようとした。作戦名を竹輸送、船団名を竹船団と呼称する。上海からマニラまでは海上護衛総司令部部隊の護衛担任、マニラからニューギニア方面は連合艦隊の護衛担任であった。
4月14日、二水戦の駆逐艦2隻（藤波、白露）は第一海上護衛隊各艦（白鷹、倉橋等）と共に「竹・モタ07船団」を護衛して門司を出撃、船団訓練のため鎮海に滞在したあと、上海に移動し、竹一船団の護衛に就く。
4月21日、第六護衛船団司令官梶岡定道少将（旗艦「白鷹」）指揮下の竹船団は護衛艦（敷設艦「白鷹」、駆逐艦〈朝風、白露、藤波〉、海防艦3隻、掃海艇、砲艦、駆潜艇〔途中交代艦あり〕）、輸送船計16隻という編成で上海沖合を出撃した。一部艦艇は高雄（台湾）に寄港後、マニラに向けて航海を続ける。
4月26日未明、ルソン島北西部で米潜水艦「ジャック (USS Jack, SS-259) 」が竹船団を襲撃、「第一吉田丸」（山下汽船、5,425トン）が沈没する。
4月27 - 28日、船団はマニラに到着した。
ここで護衛分担がかわり（上述）、護衛艦艇は敷設艦2隻（白鷹〔船団旗艦〕、蒼鷹）、駆逐艦3隻（五月雨〔5月4日合流〕、白露、藤波）、駆潜艇、哨戒艇2隻（102号、104号）となる。

5月1日、竹船団はマニラを出発。5月6日、セレベス海で米潜水艦「ガーナード (USS Gurnard, SS-254) 」の襲撃により「亞丁丸」（大洋興業、5,823トン）、「但馬丸」（日本郵船、6,995トン）、「天津山丸」（三井船舶、6,886トン）が沈没した。輸送船3隻を喪失した竹船団は西部ニューギニアへの輸送を諦めてスラウェシ島北端のバンカ泊地に避泊し、5月9日にハルマヘラ島のワシレに陸軍部隊を揚陸した。竹輸送の失敗は大本営に衝撃を与え、ニューギニア方面作戦に重大な影響を与えた。
5月11日、3隻（藤波、白露、五月雨）は船団護衛任務を解かれ、5月13日にはバリクパパンに移動する。それぞれ別行動となり、「藤波」は5月18日タウイタウイ到着、第二艦隊に合流する。

### 昭和19年中旬の行動
6月7日、第32駆逐隊の僚艦「早波」がアメリカ潜水艦「ハーダー (USS Harder, SS-257) 」に撃沈され、32駆は3隻（藤波、浜波、玉波）編成となった。
「早波」沈没時に艦長の清水逸郎中佐と隊司令の折田大佐が戦死した（折田大佐は海軍少将に進級）。
第32駆逐隊は、一時駆逐隊司令不在となった。そこで「玉波」艦長青木久治中佐（海兵50期）が6月15日附で第32駆逐隊司令に転任。「早波」艦長として着任予定だった千本木十三四中佐が「玉波」艦長となった。
6月19日のマリアナ沖海戦では、機動部隊丙部隊（第三航空戦隊、第二艦隊主力）に所属して第二艦隊司令長官・栗田健男中将（愛宕座乗）の指揮下で連合軍と交戦する（編成と戦闘経過については当該記事を参照）。

マリアナ沖海戦（あ号作戦）は日本海軍の大敗で終わる。
前衛部隊では6月20日の戦闘において空母「千代田」、戦艦「榛名」、重巡「摩耶」に爆弾命中や至近弾による損害があった。
日本艦隊は6月22日に中城湾に入港。翌6月23日、第32駆逐隊（玉波、藤波）は中城湾を出港し、6月25日にマニラに到着した。さらに昭南（シンガポール）に回航された。
7月2日以降、軽巡洋艦「北上」と第32駆逐隊（玉波、藤波）は、シンガポールからマニラ経由で日本に向かう「旭東丸」（飯野海運、10,051トン）の護衛に従事した。
7月7日未明、マニラ到着を目前にアメリカ潜水艦「ミンゴ (USS Mingo, SS-261) 」の雷撃で「玉波」が沈没した（青木32駆司令戦死、千本木艦長戦死）。
第32駆逐隊は夕雲型2隻（藤波、浜波）となった。
同日、「北上」以下船団はマニラに到着。北上は修理のためマニラに残留した。
7月10日、駆逐艦「藤波」「響」「夕凪」は、「旭東丸」と給油艦「速吸」を護衛してマニラを出港。5隻はサンベルナルジノ海峡を経由して、7月17日に呉に帰投した。
8月8日、空母「大鷹」、駆逐艦「藤波」「夕凪」と海防艦複数隻（平戸、倉橋、御蔵、昭南、第11号｝とともに、タンカー4隻（速吸、帝洋丸〔日東汽船、9,849トン〕、永洋丸〔8,627トン〕、あづさ丸、帝亜丸〔帝国船舶、元フランス船アラミス/日本郵船委託、17,537トン〕）、陸軍特殊船、貨物船、給糧艦「伊良湖」などからなる重要船団『ヒ71船団』（指揮官：第六護衛船団司令官梶岡定道少将）は門司を出撃。馬公で加入船の顔ぶれを少し改める。第一海上護衛隊の護衛艦艇5隻（佐渡、松輪、日振、択捉、朝風）を加え、8月17日朝に出港した。
8月18日朝、被雷した「永洋丸」と同船護衛を命じられた「夕凪」が分離する。つづいて同日夜、バシー海峡からルソン島沿岸に至るまでの間にアメリカ潜水艦「ラッシャー (USS Rasher, SS-269) 」「ブルーフィッシュ (USS Bluefish, SS-222) 」「スペードフィッシュ (USS Spadefish, SS-411) 」の猛攻を受け、「大鷹」「速吸」「帝亜丸」「帝洋丸」、陸軍特殊船「玉津丸」（大阪商船、9,589トン）が沈没して、ヒ71船団は大混乱に陥った。さらに対潜掃蕩に従事していた海防艦3隻（佐渡、松輪、日振）も、マニラ沖合で米潜水艦に撃沈された。
「藤波」もなんとかマニラに到着して船団を再構成し、8月25日-26日に出港した。しかし、マニラから新たに加わったタンカー「旭邦丸」（飯野海運、10,059トン）が故障を起こして船団から一時脱落し、再合流するまで「旭邦丸」の護衛にあたった。船団は9月1日に昭南に到着し、「藤波」はその後リンガ泊地で第二艦隊に合流した。
藤波航海中の8月25日、駆逐艦「五月雨」の座礁放棄のため（総員退去は8月26日）「時雨」単艦となった第27駆逐隊より、同駆逐隊司令大島一太郎大佐が第32駆逐隊司令に任命される。当時の第32駆逐隊は前述のように消耗を続け、夕雲型2隻（浜波、藤波）だけになっていた。

### レイテ沖海戦
10月18日、捷一号作戦発動に伴って、第二艦隊司令長官・栗田健男中将（旗艦「愛宕」）を指揮官とする第一遊撃部隊（通称栗田艦隊または栗田部隊 ）はリンガ泊地から出動した。ブルネイ湾で補給の後、10月22日に出撃した。レイテ沖海戦における第32駆逐隊（浜波、藤波）は、第一遊撃部隊第一部隊に所属していた。第一部隊の編成は、第四戦隊（愛宕〔第二艦隊/第一遊撃部隊旗艦〕、高雄、鳥海、摩耶）、第一戦隊（大和、武蔵、長門）、第五戦隊（妙高、羽黒）、第二水雷戦隊（能代〔旗艦〕、島風、第2駆逐隊〈早霜、秋霜〉、第31駆逐隊〈岸波、沖波、朝霜、長波〉、第32駆逐隊〈浜波、藤波〉）であった。
10月23日、アメリカ潜水艦「ダーター (USS Darter, SS-227) 」「デイス (USS Dace, SS-247) 」の襲撃により第四戦隊の重巡「愛宕」と「摩耶」が沈没、「高雄」が大破した。「高雄」および護衛の「朝霜」と「長波」はブルネイに向け退避を開始する。残存した「鳥海」は第五戦隊（司令官橋本信太郎少将）の指揮下に入った。また「愛宕」脱出後の栗田艦隊司令部（栗田長官、小柳冨次参謀長等）は「岸波」を経て「大和」（第一戦隊旗艦）に移乗し、指揮をとった。
10月24日のレイテ沖海戦・シブヤン海空襲では第32駆逐隊は栗田長官（大和座乗）の第一部隊としてアメリカ軍機と交戦した。「武蔵」が沈没し、3隻損傷離脱（妙高、浜風、清霜）という損害を受けた。
10月25日朝、第一遊撃部隊（栗田艦隊）は、サマール島沖で米軍機動部隊（護衛空母部隊）を追撃する（サマール島沖海戦）。戦闘開始時の第一遊撃部隊は第一戦隊（大和〔第二艦隊旗艦〕、長門）、第三戦隊（金剛、榛名）、第五戦隊（羽黒、鳥海）、第七戦隊（熊野、鈴谷、筑摩、利根）、第二水雷戦隊（軽巡「能代」、第2駆逐隊〈早霜、秋霜〉、第31駆逐隊〈岸波、沖波〉、第32駆逐隊〈浜波、藤波〉、駆逐艦「島風」）、第十戦隊（旗艦「矢矧」、第4駆逐隊〈野分〉、第17駆逐隊〈浦風、雪風、磯風〉）であった。
一連の戦闘により栗田艦隊では重巡洋艦3隻（鈴谷、筑摩、鳥海）が航行不能となり、「熊野」と「早霜」が大破して戦場を離脱した。「沖波」は「鈴谷」救援、「野分」は「筑摩」救援、「藤波」は「鳥海」救援を命じられ、それぞれ損傷各艦に向かった。
同時刻、護衛空母「ガンビア・ベイ (USS Gambier Bay, CVE-73) 」が栗田艦隊の砲撃を受けて沈没した。ヒューグ大佐（ガンビア・ベイ艦長）以下脱出者は空襲を受けて漂流する巡洋艦と護衛の駆逐艦を目撃している。なお「鳥海」は低速ながら自力航行可能となり、2隻は北緯11度35分 東経126度05分 / 北緯11.583度 東経126.083度地点まで到達した。
19時17分、第一遊撃部隊指揮官（栗田中将）は、航行不能艦の処分許可と警戒艦のコロン湾回航を命じる。「藤波」は「鳥海」の乗組員を救助後、夜を待って「鳥海」に対する雷撃処分を実施した。巡洋艦が沈没する様子は「ガンビア・ベイ」生存者も目撃していたが、「鳥海」は自力航行可能となって海戦の現場からは若干移動している。「藤波」は栗田艦隊本隊から落伍しつつ、重巡「熊野」警戒艦に指定され、コロン島に帰投することとなった。
翌日以降、「藤波」と「野分」は撃沈されて4隻（鳥海、筑摩、藤波、野分）とも全乗組員が戦死しているため各艦がどのようにして沈没したのか、詳細は不明である。

### 沈没
「沖波」「鈴谷」生存者の記録によれば、「藤波」の沈没状況は以下のとおりである。
10月26日14時、救助した「鈴谷」乗組員（約400名）を満載して単艦航海中の駆逐艦「沖波」は、セミララ島（ミンドロ島南方）に座礁した姉妹艦「早霜」を発見して接近した。「沖波」は乏しい燃料の中から「早霜」に対し燃料補給を開始する。この時、「早霜」と「沖波」は、「藤波」が約10km程沖合を西方向に航行するのを発見した。14時30分、「藤波」は空襲を受け「早霜」と「沖波」の目前で轟沈した。「藤波」「鳥海ともに1人の生存者もいなかった。またアメリカ軍機も2隻を襲ってきたため、「沖波」は横付を離して回避に転じ、単艦でコロン島へ向かった。
同時刻、ミンドロ島南方では「熊野」が空襲を受け航行不能となっていた。「熊野」からは新たに出現した敵機約40が同艦には近づかず、水平線上の別目標に急降下爆撃を行う光景が見えたという。
こうして「藤波」「鳥海」乗組員は全滅した。同様に、「筑摩」の乗組員を救助して退避中の野分もハルゼー提督直率の米水上艦隊に捕捉され撃沈された。
同日日没時、第十六戦隊（鬼怒、浦波）救援のため駆逐艦「不知火」（第一水雷戦隊、第18駆逐隊）はコロン湾を出撃する。
10月27日、不知火はセミララ島近海で擱座した「早霜」を発見、救援中にアメリカ軍機動部隊艦載機の攻撃を受けて撃沈された。一部文献では、「藤波」は早霜を救援しようと試みた結果10月27日になって「不知火」と共に撃沈されたとする。
11月15日、第32駆逐隊は解隊された。
12月10日、「藤波」は夕雲型駆逐艦、帝国駆逐艦籍より除籍された。

## 歴代艦長
艤装員長
1. 松崎辰治 中佐：1943年7月1日[27] - 1943年7月31日[30]

駆逐艦長
1. 松崎辰治 中佐：1943年7月31日[30] - 1944年10月27日 戦死、同日付任海軍大佐[300]